# Os Astros de Alvorada
SRCES Os Astros de Alvorada é uma escola de samba do município de Alvorada, região metropolitana de Porto Alegre.

## História
Os Astros de Alvorada foi fundada em 22 de fevereiro de 1991. Suas cores são preto, amarelo, azul e branco. Sua sede fica no bairro Jardim Algarve. A escola desfilou até o ano de 2006 em Porto Alegre no grupo de acesso. Por ter sido a última colocada foi afastada dos desfiles da capital. No mesmo ano, como então campeã do carnaval da cidade de Alvorada na época desfilaria apenas como Hours Concours, mas desistiu do desfile. Em 2014 retomou a participação dos desfiles em sua cidade de origem.

## Enredos
| Ano                                | Colocação       | Grupo               | Enredo                                                                                    | Ref.          |
| ---------------------------------- | --------------- | ------------------- | ----------------------------------------------------------------------------------------- | ------------- |
| 1992                               |                 |                     | Chão de estrelas.                                                                         |               |
| 1993                               |                 |                     | Tin, Tin, Ron, Ron                                                                        | [ 4 ]         |
| 1994                               |                 |                     | A Lavagem do Bonfim                                                                       | [ 5 ]         |
| 1995                               |                 |                     | Uma lenda sobre o Rio Amazonas                                                            |               |
| 1996                               | 3º lugar        | B                   | Simplesmente Mestre Vitalino                                                              |               |
| 1997                               | 3º lugar        | B                   | Penas, Pássaros, Aves - Os Astros Alçam Voos.                                             |               |
| 1998                               | 5º lugar        | Intermediário-B     | É meu, é teu, é nosso aniversário, parabéns Astros.                                       | [ 1 ] [ 6 ]   |
| 1999                               | 7º lugar        | Intermediário-B     | Descobrimento do Brasil, 500 anos depois. Será que foi Cabral?                            | [ 7 ]         |
| 2000                               | *               | Acesso              | Brasil do Real, cai no real.                                                              | [ 8 ]         |
| 2001                               |                 |                     | Genesis, Viagem ao Centro da Terra                                                        | [ 9 ]         |
| 2002                               |                 | Acesso              |                                                                                           |               |
| 2003                               | 6º lugar        | Acesso              | O tema foi sobre o Egito.                                                                 |               |
| 2004                               | 5º lugar        | Acesso              | Fez uma exaltação a raça negra e lembrou da escravidão.                                   |               |
| 2005                               | 4º lugar Campeã | Acesso Poa Alvorada | Os Astros de Alvorada mostram o apogeu do Estado Maior da Restinga na passarela do samba. | [ 10 ]        |
| 2006                               | 6º lugar        | Acesso              | Estava escrito nas estrelas.                                                              | [ 11 ] [ 12 ] |
| Sem desfile oficial de 2007 a 2013 |                 |                     |                                                                                           |               |
| 2014                               | Campeã          | Alvorada (Acesso)   | Mestre Vitalino                                                                           | [ 3 ] [ 14 ]  |
| 2015                               | 4º lugar        | Alvorada (Especial) | Cadica, Orgulho Gaúcho, do Alegrete para o mundo, dança e fascina                         | [ 15 ]        |

## Títulos
- Campeã de Alvorada: 2005[16]
- Campeã do Grupo de Acesso em Alvorada: 2014